# 돌아온 아기 신랑
"돌아온 아기 신랑"은 1970년 공개된 대한민국의 영화이다.

## 배역
- 문희
- 김정훈
- 허장강
- 김희갑
- 도금봉
- 주증녀
- 노예리
- 이충범
- 임은자
- 지계순
- 장인한
- 김신명
- 김정욱
- 박지영
- 안상열